# إلمر جي. غيلبرت
إلمر جي. غيلبرت (بالإنجليزية: Elmer G. Gilbert)‏ هو مهندس أمريكي، ولد في 29 مارس 1930 في جوليت في الولايات المتحدة، وتوفي في 16 يونيو 2019 في آن آربر في الولايات المتحدة.